# 莫里斯·迪韦尔热
莫里斯·迪韦尔热（法語：Maurice Duverger，法語發音：[mɔʁis dyvɛʁʒe]；1917年6月5日—2014年12月17日），出生于法国夏朗德省昂古莱姆的法学家、社会学家，政治学家、政治家。
在波尔多大学做法学工作时，他对愈来愈偏向政治科学的研究，并在1948年在波尔多成立了最早的政治学系之一。他是索邦大学的终身教授和巴黎政治学院的院士，在如晚邮报、共和國報、国家报、尤其是世界报 (法国)上发表了许多书籍和文章。
迪韦尔热主要依靠觀察研究、而非哲学探讨来研究不同国家中政治制度的演变和体制的运行。
以他为名的迪韦尔热定律指出領先者當選选举系统与兩黨制的联系。在分析法国的政治制度时，他首先提出了半总统制这一概念。
他是一名认同苏联的忠实共产主义者。他在赫鲁晓夫在苏共二十大上的秘密报告后写到，约瑟夫·斯大林和他先前的独裁者并无二异，且指出俄罗斯共产党（布尔什维克）是一个不停新陈代谢的有机体，对大清洗的恐惧时刻让激进分子忧心，重新焕发他们的活力。1989年到1994年，他是意大利共产党的一员，后来加入了欧洲议会中的左翼民主党。
在1981年，他被选为塞爾維亞科學與藝術學院的院士。他于2014年12月16日去世，享年97岁。

## 职业生涯
迪韦尔热自20岁起就是雅克·多里奥的法西斯主义党派法国民粹党的一员。迪韦尔热在1942年完成了他在波尔多大学法学系的学业，同年在普瓦捷成为了一名法学讲师。1943年他回到波尔多教授法学；1948年，他在当地成立了波尔多政治学院，担任首批院长。他也曾在维希法国的企业与社会研究所（法語：Institut d'études corporatives et sociales）任教。
在他发表的第一篇文章“法国的宪法（英語：The Political Parties）”（1944）中，他提出法国1940年的宪法创造了一个“事实上的政府”。但是随着战争的推进，他逐渐开始偏向法國抵抗運動的立场，并在解放报中分析了法国新政府的合法性，并开始注重社会科学理论。
1946年，他完善了他关于选举制度和政党制度之间关系的论文。他所写的“论政党（英語：The Political Parties）”（1951）成为了他在这方面最为重要的著作。它是政党研究中十分重要的作品，并被翻译成多种语言。论文中提出了迪韦尔热定律，并提出了半总统制和半议会主义的概念。
二战结束后，1955至1985年间，迪韦尔热在索邦大学的法学与经济科学学院任教，并常常在解放报与晚邮报上刊登文章。1989年至1994年间，他以意大利共产党党员的身份在欧洲议会中担任议员。